# بزدک
بزدک (به مجاری:  Bezedek) یک شهرداری در مجارستان است که در ناحیه موهاچ واقع شده‌است. بزدک ۱۱٫۳۶ کیلومتر مربع مساحت و ۲۲۳ نفر جمعیت دارد.